# Tour de France 2013 – 2. etap
2. etap kolarskiego wyścigu Tour de France 2013 odbył się 30 czerwca. Start etapu miał miejsce w miejscowości Bastia, zaś meta w Ajaccio. Etap liczył 156 kilometrów.
Zwycięzcą etapu został kolarz Jan Bakelants. Drugie miejsce zajął Peter Sagan, a trzecie Michał Kwiatkowski.

## Premie
| Rodzaj | Rodzaj            | Miejscowość / Miejsce      | Kilometry (od startu) | Kilometry (do mety) |
| ------ | ----------------- | -------------------------- | --------------------- | ------------------- |
|        | Lotna             | Castello-Di-Rostino        | 33,0                  | 123,0               |
|        | Górska (III kat.) | Col de Bellagranajo        | 70,0                  | 86,0                |
|        | Górska (III kat.) | Col de la Serra            | 85,0                  | 71,0                |
|        | Górska (II kat.)  | Col de Vizzavona (1 163 m) | 95,5                  | 60,5                |
|        | Górska (III kat.) | Côte du Salario            | 144,0                 | 12,0                |

### Wyniki na premiach
| Lotna – Castello-Di-Rostino | Lotna – Castello-Di-Rostino | Lotna – Castello-Di-Rostino | Lotna – Castello-Di-Rostino | Lotna – Castello-Di-Rostino |
| Msc.                        | Zawodnik                    | Zespół                      | Punkty                      |                             |
| --------------------------- | --------------------------- | --------------------------- | --------------------------- | --------------------------- |
| 1.                          | Lars Boom                   | BEL                         | 20                          |                             |
| 2.                          | David Veilleux              | EUC                         | 17                          |                             |
| 3.                          | Blel Kadri                  | A2R                         | 15                          |                             |
| 4.                          | Rubén Pérez Moreno          | EUS                         | 13                          |                             |
| 5.                          | André Greipel               | LTB                         | 11                          |                             |
| 6.                          | Peter Sagan                 | CAN                         | 10                          |                             |
| 7.                          | Danny van Poppel            | VCD                         | 9                           |                             |
| 8.                          | Mark Cavendish              | OPQ                         | 8                           |                             |
| 9.                          | Matthew Harley Goss         | OGE                         | 7                           |                             |
| 10.                         | Alexander Kristoff          | KAT                         | 6                           |                             |
| 11.                         | Gert Steegmans              | OPQ                         | 5                           |                             |
| 12.                         | Tom Veelers                 | ARG                         | 4                           |                             |
| 13.                         | Nacer Bouhanni              | FDJ                         | 3                           |                             |
| 14.                         | Marcel Kittel               | ARG                         | 2                           |                             |
| 15.                         | Sylvain Chavanel            | OPQ                         | 1                           |                             |

| Górska – Col de Bellagranajo | Górska – Col de Bellagranajo | Górska – Col de Bellagranajo | Górska – Col de Bellagranajo | Górska – Col de Bellagranajo |
| Msc.                         | Zawodnik                     | Zespół                       | Punkty                       |                              |
| ---------------------------- | ---------------------------- | ---------------------------- | ---------------------------- | ---------------------------- |
| 1.                           | Lars Boom                    | BEL                          | 2                            |                              |
| 2.                           | Rubén Pérez Moreno           | EUS                          | 1                            |                              |

| Górska – Col de la Serra | Górska – Col de la Serra | Górska – Col de la Serra | Górska – Col de la Serra | Górska – Col de la Serra |
| Msc.                     | Zawodnik                 | Zespół                   | Punkty                   |                          |
| ------------------------ | ------------------------ | ------------------------ | ------------------------ | ------------------------ |
| 1.                       | Blel Kadri               | A2R                      | 2                        |                          |
| 2.                       | David Veilleux           | EUC                      | 1                        |                          |

| Górska – Col de Vizzavona (1 163 m) | Górska – Col de Vizzavona (1 163 m) | Górska – Col de Vizzavona (1 163 m) | Górska – Col de Vizzavona (1 163 m) | Górska – Col de Vizzavona (1 163 m) |
| Msc.                                | Zawodnik                            | Zespół                              | Punkty                              |                                     |
| ----------------------------------- | ----------------------------------- | ----------------------------------- | ----------------------------------- | ----------------------------------- |
| 1.                                  | Pierre Rolland                      | EUC                                 | 5                                   |                                     |
| 2.                                  | Blel Kadri                          | A2R                                 | 3                                   |                                     |
| 3.                                  | Brice Feillu                        | SOJ                                 | 2                                   |                                     |
| 4.                                  | Wasil Kiryjenka                     | SKY                                 | 1                                   |                                     |

| Górska – Côte du Salario | Górska – Côte du Salario | Górska – Côte du Salario | Górska – Côte du Salario | Górska – Côte du Salario |
| Msc.                     | Zawodnik                 | Zespół                   | Punkty                   |                          |
| ------------------------ | ------------------------ | ------------------------ | ------------------------ | ------------------------ |
| 1.                       | Cyril Gautier            | EUC                      | 2                        |                          |
| 2.                       | Christopher Froome       | SKY                      | 1                        |                          |

## Wyniki etapu
| Msc. | Zawodnik              | Państwo           | Zespół                     | Czas       | Punkty |
| ---- | --------------------- | ----------------- | -------------------------- | ---------- | ------ |
| 1.   | Jan Bakelants         | Belgia            | RadioShack-Leopard         | 3h 43' 11" | 30     |
| 2.   | Peter Sagan           | Słowacja          | Cannondale                 | + 1"       | 25     |
| 3.   | Michał Kwiatkowski    | Polska            | Omega Pharma-Quick Step    | + 1"       | 22     |
| 4.   | Davide Cimolai        | Włochy            | Lampre-Merida              | + 1"       | 19     |
| 5.   | Edvald Boasson Hagen  | Norwegia          | Sky Procycling             | + 1"       | 17     |
| 6.   | Julien Simon          | Francja           | Sojasun                    | + 1"       | 15     |
| 7.   | Francesco Gavazzi     | Włochy            | Astana Pro Team            | + 1"       | 13     |
| 8.   | Daryl Impey           | Południowa Afryka | Orica GreenEdge            | + 1"       | 11     |
| 9.   | Daniele Bennati       | Włochy            | Team Saxo-Tinkoff          | + 1"       | 9      |
| 10.  | Sergey Lagutin        | Uzbekistan        | Vacansoleil-DCM            | + 1"       | 7      |
| 11.  | Elia Favilli          | Włochy            | Lampre-Merida              | + 1"       | 6      |
| 12.  | Yukiya Arashiro       | Japonia           | Team Europcar              | + 1"       | 5      |
| 13.  | David Millar          | Wielka Brytania   | Garmin-Sharp               | + 1"       | 4      |
| 14.  | Bram Tankink          | Holandia          | Belkin Pro Cycling         | + 1"       | 3      |
| 15.  | Christophe Riblon     | Francja           | Ag2r-La Mondiale           | + 1"       | 2      |
| 16.  | Simon Gerrans         | Australia         | Orica GreenEdge            | + 1"       | —      |
| 17.  | Ion Izagirre Insausti | Hiszpania         | Euskaltel-Euskadi          | + 1"       | —      |
| 18.  | Philippe Gilbert      | Belgia            | BMC Racing Team            | + 1"       | —      |
| 19.  | Arthur Vichot         | Francja           | FDJ.fr                     | + 1"       | —      |
| 20.  | Eduard Worganow       | Rosja             | Katusha Team               | + 1"       | —      |
| 21.  | Tony Gallopin         | Francja           | RadioShack-Leopard         | + 1"       | —      |
| 22.  | Cadel Evans           | Australia         | BMC Racing Team            | + 1"       | —      |
| 23.  | Wout Poels            | Holandia          | Vacansoleil-DCM            | + 1"       | —      |
| 24.  | Adam Hansen           | Australia         | Lotto-Belisol              | + 1"       | —      |
| 25.  | Cyril Gautier         | Francja           | Team Europcar              | + 1"       | —      |
| 26.  | Romain Bardet         | Francja           | Ag2r-La Mondiale           | + 1"       | —      |
| 27.  | Tejay van Garderen    | Stany Zjednoczone | BMC Racing Team            | + 1"       | —      |
| 28.  | Jurgen Van den Broeck | Belgia            | Lotto-Belisol              | + 1"       | —      |
| 29.  | Ryder Hesjedal        | Kanada            | Garmin-Sharp               | + 1"       | —      |
| 30.  | Christophe Le Mével   | Francja           | Cofidis, Solutions Crédits | + 1"       | —      |

## Klasyfikacje po etapie

### Klasyfikacja generalna
| Msc. | Zawodnik               | Państwo           | Zespół                  | Czas       |
| ---- | ---------------------- | ----------------- | ----------------------- | ---------- |
|      | Jan Bakelants          | Belgia            | RadioShack-Leopard      | 8h 40' 03" |
| 2.   | David Millar           | Wielka Brytania   | Garmin-Sharp            | + 1"       |
| 3.   | Julien Simon           | Francja           | Sojasun                 | + 1"       |
| 4.   | Daryl Impey            | Południowa Afryka | Orica GreenEdge         | + 1"       |
| 5.   | Edvald Boasson Hagen   | Norwegia          | Sky Procycling          | + 1"       |
| 6.   | Simon Gerrans          | Australia         | Orica GreenEdge         | + 1"       |
| 7.   | Michał Kwiatkowski     | Polska            | Omega Pharma-Quick Step | + 1"       |
| 8.   | Sergey Lagutin         | Uzbekistan        | Vacansoleil-DCM         | + 1"       |
| 9.   | Christophe Riblon      | Francja           | Ag2r-La Mondiale        | + 1"       |
| 10.  | Cadel Evans            | Australia         | BMC Racing Team         | + 1"       |
| 11.  | Nicolas Roche          | Irlandia          | Team Saxo-Tinkoff       | + 1"       |
| 12.  | Romain Bardet          | Francja           | Ag2r-La Mondiale        | + 1"       |
| 13.  | Jurgen Van den Broeck  | Belgia            | Lotto-Belisol           | + 1"       |
| 14.  | Alejandro Valverde     | Hiszpania         | Movistar Team           | + 1"       |
| 15.  | Jean-Christophe Péraud | Francja           | Ag2r-La Mondiale        | + 1"       |
| 16.  | Sylvain Chavanel       | Francja           | Omega Pharma-Quick Step | + 1"       |
| 17.  | Damiano Cunego         | Włochy            | Lampre-Merida           | + 1"       |
| 18.  | Christopher Froome     | Wielka Brytania   | Sky Procycling          | + 1"       |
| 19.  | Roman Kreuziger        | Czechy            | Team Saxo-Tinkoff       | + 1"       |
| 20.  | Jakob Fuglsang         | Dania             | Astana Pro Team         | + 1"       |

### Klasyfikacja punktowa
| Msc. | Zawodnik           | Państwo           | Zespół                  | Punkty |
| ---- | ------------------ | ----------------- | ----------------------- | ------ |
|      | Marcel Kittel      | Niemcy            | Team Argos-Shimano      | 47     |
| 2.   | Peter Sagan        | Słowacja          | Cannondale              | 43     |
| 3.   | Alexander Kristoff | Norwegia          | Katusha Team            | 41     |
| 4.   | Lars Boom          | Holandia          | Belkin Pro Cycling      | 40     |
| 5.   | Danny van Poppel   | Holandia          | Vacansoleil-DCM         | 39     |
| 6.   | Jan Bakelants      | Belgia            | RadioShack-Leopard      | 30     |
| 7.   | David Millar       | Wielka Brytania   | Garmin-Sharp            | 30     |
| 8.   | Michał Kwiatkowski | Polska            | Omega Pharma-Quick Step | 22     |
| 9.   | Matteo Trentin     | Włochy            | Omega Pharma-Quick Step | 22     |
| 10.  | Julien Simon       | Francja           | Sojasun                 | 21     |
| 11.  | Daryl Impey        | Południowa Afryka | Orica GreenEdge         | 21     |
| 12.  | André Greipel      | Niemcy            | Lotto-Belisol           | 21     |
| 13.  | Samuel Dumoulin    | Francja           | Ag2r-La Mondiale        | 20     |
| 14.  | Davide Cimolai     | Włochy            | Lampre-Merida           | 19     |
| 15.  | Kris Boeckmans     | Belgia            | Vacansoleil-DCM         | 19     |

### Klasyfikacja górska
| Msc. | Zawodnik           | Państwo         | Zespół             | Punkty |
| ---- | ------------------ | --------------- | ------------------ | ------ |
|      | Pierre Rolland     | Francja         | Team Europcar      | 5      |
| 2.   | Blel Kadri         | Francja         | Ag2r-La Mondiale   | 5      |
| 3.   | Cyril Gautier      | Francja         | Team Europcar      | 2      |
| 4.   | Lars Boom          | Holandia        | Belkin Pro Cycling | 2      |
| 5.   | Brice Feillu       | Francja         | Sojasun            | 2      |
| 6.   | Juan José Lobato   | Hiszpania       | Euskaltel-Euskadi  | 1      |
| 7.   | Christopher Froome | Wielka Brytania | Sky Procycling     | 1      |
| 8.   | Wasil Kiryjenka    | Białoruś        | Sky Procycling     | 1      |
| 9.   | David Veilleux     | Kanada          | Team Europcar      | 1      |
| 10.  | Rubén Pérez Moreno | Hiszpania       | Euskaltel-Euskadi  | 1      |

### Klasyfikacja młodzieżowa
| Msc. | Zawodnik              | Państwo           | Zespół                     | Czas       |
| ---- | --------------------- | ----------------- | -------------------------- | ---------- |
|      | Michał Kwiatkowski    | Polska            | Omega Pharma-Quick Step    | 8h 40' 04" |
| 2.   | Romain Bardet         | Francja           | Ag2r-La Mondiale           | + 0"       |
| 3.   | Nairo Quintana        | Kolumbia          | Movistar Team              | + 0"       |
| 4.   | Ion Izagirre Insausti | Hiszpania         | Euskaltel-Euskadi          | + 0"       |
| 5.   | Rudy Molard           | Francja           | Cofidis, Solutions Crédits | + 0"       |
| 6.   | Thibaut Pinot         | Francja           | FDJ.fr                     | + 0"       |
| 7.   | Arthur Vichot         | Francja           | FDJ.fr                     | + 0"       |
| 8.   | Peter Sagan           | Słowacja          | Cannondale                 | + 0"       |
| 9.   | Anthony Delaplace     | Francja           | Sojasun                    | + 0"       |
| 10.  | Peter Kennaugh        | Wielka Brytania   | Sky Procycling             | + 0"       |
| 11.  | Alexis Vuillermoz     | Francja           | Sojasun                    | + 0"       |
| 12.  | Davide Cimolai        | Włochy            | Lampre-Merida              | + 0"       |
| 13.  | Elia Favilli          | Włochy            | Lampre-Merida              | + 0"       |
| 14.  | Alexandre Geniez      | Francja           | FDJ.fr                     | + 0"       |
| 15.  | Andrew Talansky       | Stany Zjednoczone | Garmin-Sharp               | + 0"       |

### Klasyfikacja drużynowa
| Msc. | Zespół             | Państwo           | Czas        |
| ---- | ------------------ | ----------------- | ----------- |
|      | RadioShack-Leopard | Luksemburg        | 26h 00' 11" |
| 2.   | Vacansoleil-DCM    | Holandia          | + 1"        |
| 3.   | Orica GreenEdge    | Australia         | + 1"        |
| 4.   | Lampre-Merida      | Włochy            | + 1"        |
| 5.   | BMC Racing Team    | Stany Zjednoczone | + 1"        |
| 6.   | Ag2r-La Mondiale   | Francja           | + 1"        |
| 7.   | Team Europcar      | Francja           | + 1"        |
| 8.   | Movistar Team      | Hiszpania         | + 1"        |
| 9.   | Team Saxo-Tinkoff  | Dania             | + 1"        |
| 10.  | Sojasun            | Francja           | + 1"        |